# Rikiki
A rikiki (ismert még rikitiki és amerikai bridge néven is) nevű kártyajátékot francia kártyával játszhatja akár 6-10 fő is, amennyiben több pakli kártyát használunk fel, ám a játéknak vannak más változatai is. Hagyományosan négyen játsszák. A rikiki neve a hagyományos szabályból ered, miszerint az osztó ri-ki-ki vezényszavára mindenki egyszerre, az ujjain mutatja tippelt ütéseinek számát.

## A játék célja
Előre megtippelni, hogy egy-egy körben hány ütést tudunk megszerezni a kezünkben lévő lapok segítségével.
Szinte biztos fogók a nagy lapok, a nagy aduk. Biztosan nem fogók a kis lapok, bár a kártyalapok kombinációi és a vállalások értéke miatt bármilyen variáció előfordulhat.
Ha a vállalások és a fogások száma megegyezik, lejátszható a parti úgy, hogy mindenki nyer. Ez viszonylag ritka. Ha több a vállalás, mint a kártyalap, akkor nyilvánvalóan valakinek vagy valakiknek nem jut, vagyis biztosan lesz bukó játékos. Ugyanez a helyzet, ha nem vállalják fel az összes ütést, ilyenkor valaki meg fogja fogni a felesleget.
Ha alatta vagyunk, vagyis kevesebb a vállalás, mint az ütés, akkor engedni kell, hadd fogjon más. Ha viszont kevesebb az ütés, mint a vállalás, akkor harcolni kell a fogásokért.
Nyerő stratégia az, hogy ha mi már biztosan nem nyerünk, akkor ne nyerjen a partner se. Például ha egy játék során 10 fogás van és csak 9 a vállalás, akkor lesz egy felesleg. Ha a játék közben pont mivelünk fogatják meg a felesleget, akkor a többiek még nyerhetnek, ilyenkor igyekezzünk még fogni, hogy másnak ne jusson. Nekünk a felesleges fogásonkénti 2 pont levonás nem sok, de ha az ellenfelünk nem nyer, ő 10 pont felett bukik.
Az alapvető cél a szórakozás, nem pedig a komoly játék. Az egyszerre bemondás, a homlokra tett első lap, a két összekevert pakli használata mind a játék szórakoztató voltát emeli ki.

## A játék menete
A játékot klasszikusan négyen játszhatják, de ha hatnál többen játsszanak minimum 2 pakli (joker nélküli) kártyára van szükség (hatan még játszhatnak 1 paklival).
Annyi paklira van szükség, hogy ha minden lap ki van osztva, akkor egy emberre hozzávetőleg 10 lap jusson. Az indokoltnál több pakli használata a játék kimenetelét a szerencse irányába viszi el, a stratégia rovására.

### Osztás
Az osztás körben halad, balról jobbra.
Az osztó az első körben egy lapot oszt mindenkinek, majd minden további körben eggyel több lapot oszt ki, mint az azt megelőző körben, egészen addig amíg minden lapot nem osztanak ki (úgy, hogy mindenkinél azonos számú lap legyen). Ezután pedig eggyel kevesebb lap kerül kiosztásra minden körben, addig, amíg végül újra egy lap lesz mindenkinél. A játék fordított játékmenettel is játszható, tehát első körben kiosztásra kerül az összes lap, majd minden körben egyre kevesebb, egészen egyig, majd vissza. Az osztó személye minden körben, szintén balról jobbra haladva változik.
Ha a pakliban maradt lap, akkor annak felső lapja lesz az adu. Ha minden lap kiosztásra kerül, akkor előbb az osztó elemeli a felső lapot, bemondja az adut, majd visszahelyezi a pakliba, újra kever és ezután oszt.

### Licit
A vállalt ütésszámot pontosan kell teljesíteni, attól sem kevesebbet, sem többet nem lehet fogni. A viták elkerülésére a vállalásokat fel kell írni, és a parti végén összevetni a tényleges fogásokkal.
A tippelésre két változat létezik:
1. A hagyományos: Az osztó ri-ki-ki vezényszavára mindenki egyszerre, az ujjain mutatja tippelt ütéseinek számát. Ha ez több mint 5, akkor két kéz is elfogadott, vagy a játékos a mutatással egyszerre bemondja, pl. hét.
2. Az újabb változat: Az osztótól jobbra haladva mindenki bemondja vállalt ütéseinek számát. Az utolsó játékos nem vállalhat annyi ütést, hogy a többiek vállalt ütéseinek számával együtt megegyezzen a kiosztott lapok számával.
Ez a verzió simább játékot ad, mert a többiek ütésvállalása befolyásolja a saját vállalást, vagyis nagyon nagy eltérések nem lesznek, míg az egyszerre mutatott vállalásnál nagyon 'vad' vállalások is előfordulhatnak, pl. 10 lapnál 18 vállalás.
A játék szabályai rendkívül egyszerűek, színre színt kell rakni, ha nincs, bármilyen szín rakható, nem kötelező adut rakni, így szabadulhatunk meg nagy értékű lapoktól is. A játéknak éppen a nem kötelező aduzás adja meg a szórakoztató voltát. Felül ütni nem kötelező. Az ütést a legnagyobb értékű lapot tett játékos viszi. Több pakli esetén előfordulhat, hogy két azonos lap kerül az ütésbe. Ilyenkor a később letett az erősebb, vagyis az adu ász sem biztos fogó, mert a párja elviheti.
Amikor csak egy lap kerül kiosztásra (a játszma első és utolsó leosztása), a játékosok nem nézik meg a saját lapjaikat, hanem a homlokuk elé tartják, úgy, hogy a többiek jól láthassák, de senki ne lássa a sajátját. Ilyenkor a többiek lapjából kell megtippelni, hogy vállalunk-e ütést vagy nem.

### Pontozás, elszámolás
- Sikeres vállalás esetén 10 pont + annyiszor 2 pont, ahányat teljesített. Pl. 3 vállalás értéke 16 (10 + (3*2)) pont.
- Sikertelen vállalás esetén eltérésenként 2 pontot kell levonni. Pl. 4 vállalt, de 2 teljesített fogásnál levonandó 4 (2*2) pont.

10 feletti lapnál a 0 vállalás kockázata már nagy, de csak 10 pont járna érte, ezért egyre jobban elterjed az a pontozás, ahol 10 és afeletti kiosztott lapnál 0 vállaláskor 20 pont jár, sőt a parti legnagyobb körénél, pl. 13 lap, 30 pont jár a 0 vállalásért, természetesen ha teljesíti a játékos. Ezen felül bármilyen tetszőleges pontozással is lehet játszani, pl. vállalásonként +1 pont teljesítéskor, -1 pont bukáskor és +1 pont 0 vállalásnál.
A pontokat minden kör végén összesíteni kell. A játék akkor ér véget, amikor az osztott lapok száma 1-től felhalad a maximumig, majd az ismételt maximumról csökkenve újra 1 lesz. Egy tipikus játék leosztásai tetszés szerint: alulról felfelé 1-2-3-4-5-6-7-8-9-10-11-12-13-13-12-11-10-9-8-7-6-5-4-3-2-1 vagy felülről lefelé 13-12-11-10-9-8-7-6-5-4-3-2-1-1-2-3-4-5-6-7-8-9-10-11-12-13. Az győz, akinek több pontja van. 200 feletti pontszám már elismerésre méltó.
Mivel a vállalások számát, a fogások számát és a pontokat pontosan kell vezetni, ezt célszerű egy felosztott papírlapon megtenni, ezzel elkerülhetők a viták. Ma már létezik Rikiki Pontfelíró Program is, amely minden adminisztrációs feladatot elvégez egy laptop segítségével.

## Változatok
1. Az 1 lapos kör után még egyszer 1 lapot osztanak, de ezt már nem mutatják meg a többieknek, hanem mindenki saját maga megnézheti és ezután licitálnak.
2. Amikor minden lap maradék nélkül kiosztásra kerül, akkor nincs adu. Illetve az elsőnek hívott lap egyben adu szín is lesz.
3. A bunkó rikiki, amikor úgy kell vállalni, hogy nem nézheti meg a játékos a lapjait.
4. A játék játszható „adukényszerrel” is, tehát színhiány esetén a játékosnak kötelező adut rakni, ha van nála. Így a vállalások sokkal jobban kiszámíthatók színhiányos leosztás esetén, mivel kis adukra is bátran lehet ütést vállalni, azonban a játékmenet egy idő után így egysíkúvá válhat.
5. A vállalás egymás után történik úgy, hogy az utolsó (az osztó) nem mondhat akkorát, hogy kijöjjön a lapok száma, azaz minden körben valaki bukik. Ugyanebben a változatban, ha valakinek a játék végén pontosan 0 pontja van, akkor ő nyert.